# Ain Dara (Síria)
Ain Dara (árabe: عين دارة em curdo: Ayin Darê, também escrito Ein Dara ou Ayn Darah) é uma pequena aldeia no norte da Síria, administrativamente parte do distrito de Afrin, na região da Província de Alepo, localizada a noroeste de Alepo. As localidades próximas incluem Afrin ao norte, Karzahayel a leste e Bassouta ao sul. De acordo com o Escritório Central de Estatística da Síria, Ain Dara tinha uma população de 248 no censo de 2004.
O assentamento moderno de Ain Dara está situado a leste do antigo templo Ain Dara.